# 叛逆腔棘鱼属

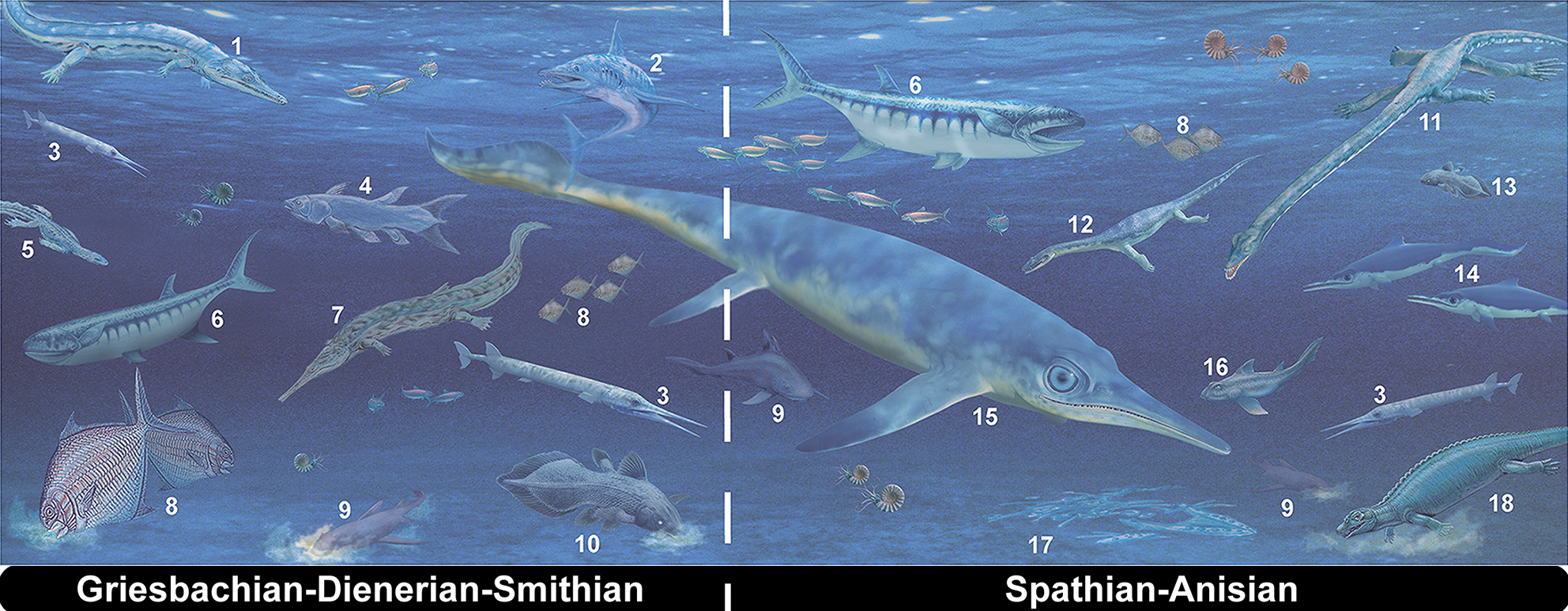
早三叠世和中三叠世海洋中的掠食者:4为叛逆腔棘鱼属

叛逆腔棘鱼属（学名：Rebellatrix）是一属已灭绝的肉鳍鱼，唯一的已知种叉尾叛逆腔棘鱼（Rebellatrix divaricerca，意为“长着分叉尾巴的反叛腔棘鱼”）是一种来自下三叠统硫磺山组和不列颠哥伦比亚省瓦皮提湖省级公园的大型史前腔棘鱼类。它是目前已知的唯一一种叛逆腔棘鱼科物种。叉尾叛逆腔棘鱼最显著的特征是它类似于金枪鱼的分叉尾鳍（对腔棘鱼纲来说是不寻常的），这表明它具有快速游泳的能力和活跃的生活方式，与现存的矛尾鱼属不同。
除了一些鳍和大部分的头骨，以及不完整的尾鳍外，正模标本几乎是一个完整的化石。其他三个标本显示了尾巴的其余部分。叛逆腔棘鱼属的长度可能达1.30米（4英尺3英寸）。除了独特的叉形（对称）尾鳍外，它们的后背鳍位于肛门鳍的后面，而不是与之相对。叛逆腔棘鱼属被认为是一种迅捷的掠食者，因为它的尾巴显然是为了速度而演化的，而现代矛尾鱼只在攻击猎物时使用尾鳍，并且它们可能是第一批填补这个生态位的非鲨鱼类动物之一。